# 玛莎拉蒂Quattroporte
玛莎拉蒂Quattroporte（Maserati Quattroporte 義大利語發音：[ˌkwattroˈpɔrte]）是玛莎拉蒂的一款四门豪华轿跑车，其名“Quattroporte”来自意大利语，意思是“四门”，这款汽车1963年面世，现在已经开发到第六代。

## 第一代（1963-1969）
第一代是於1963年面世。

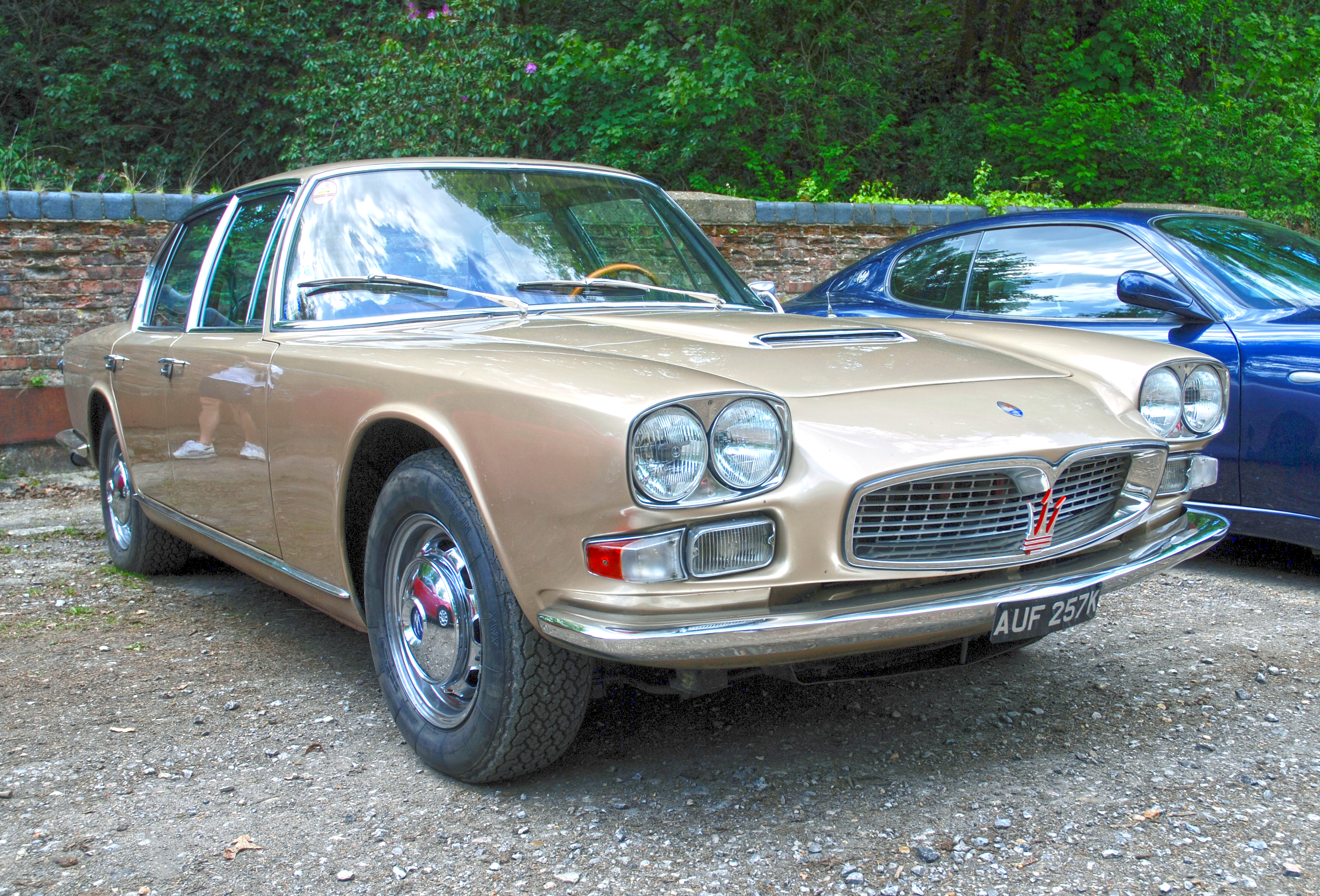
第一代。

第一代是由意大利当时得令的汽车设计师Pietro Frua所打造。它采用了4.1公升V8发动机，並附有五速手动挡或者三速自动挡装备。
第一代推出共六年，大约只生产了八百部左右。但当第一代于1969年停产后，又生产另两部特別版，使用了4.9公升V8发动机。特別版只生产了两部，其中一部交付给阿迦汗四世，另一部则是由西班牙王室所订购。

## 第二代（1974-1978）

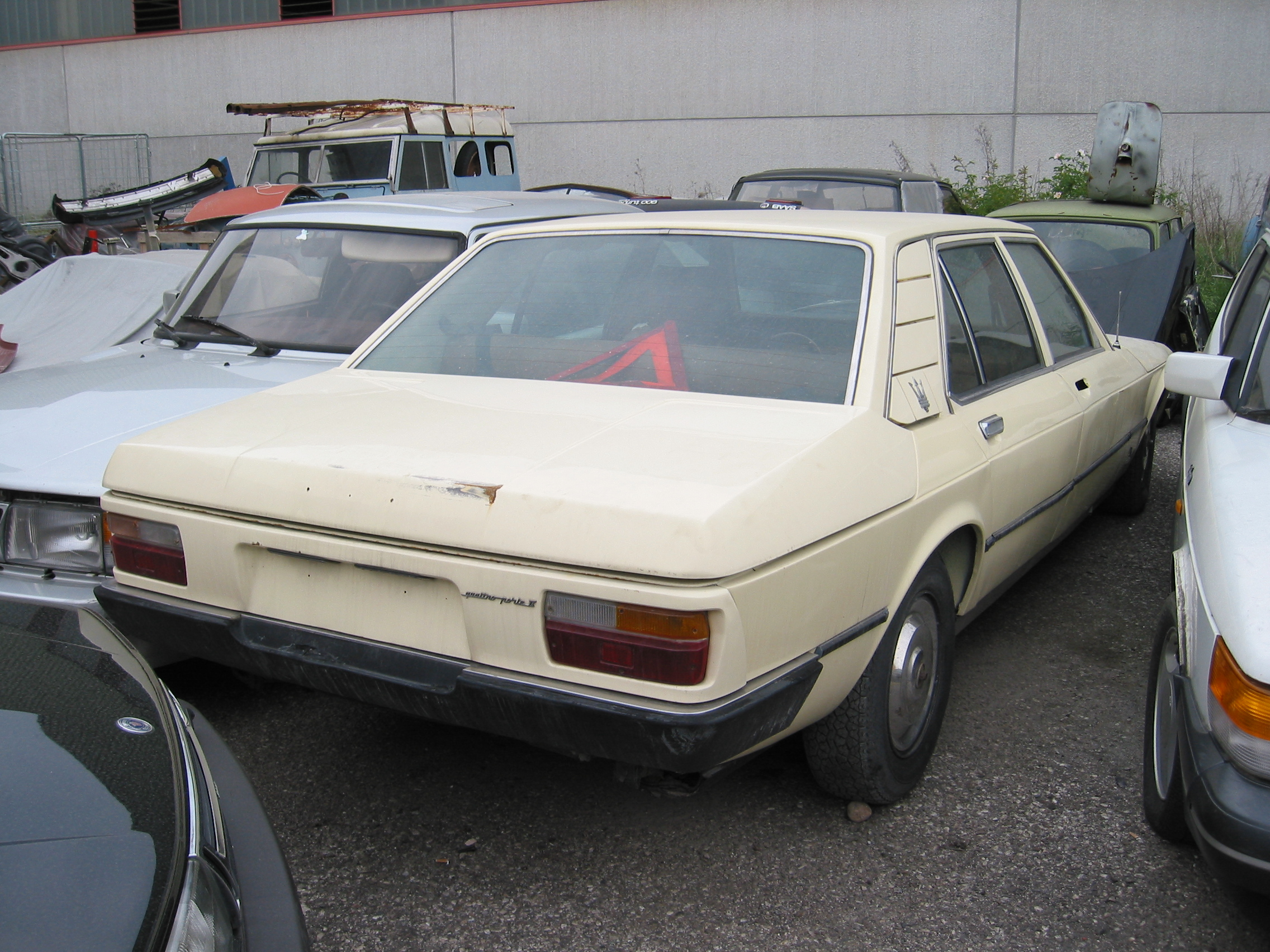
第二代尾部。

第二代是于1974年在巴黎舉行的汽车展览中亮相。
第二代是与法国车厂雪铁龙共用一个生产平台，採用了3.0公升V6发动机以及五速手动挡。而与雪铁龙共用一个生产平台，是建基于玛莎拉蒂与雪铁龙之间合作。只是两者结盟为时並不长久，加上适值1973年石油危机，第二代面世四年，也只得产了12部，都是卖往中东地区和西班牙。

## 第三代（1979-1990）

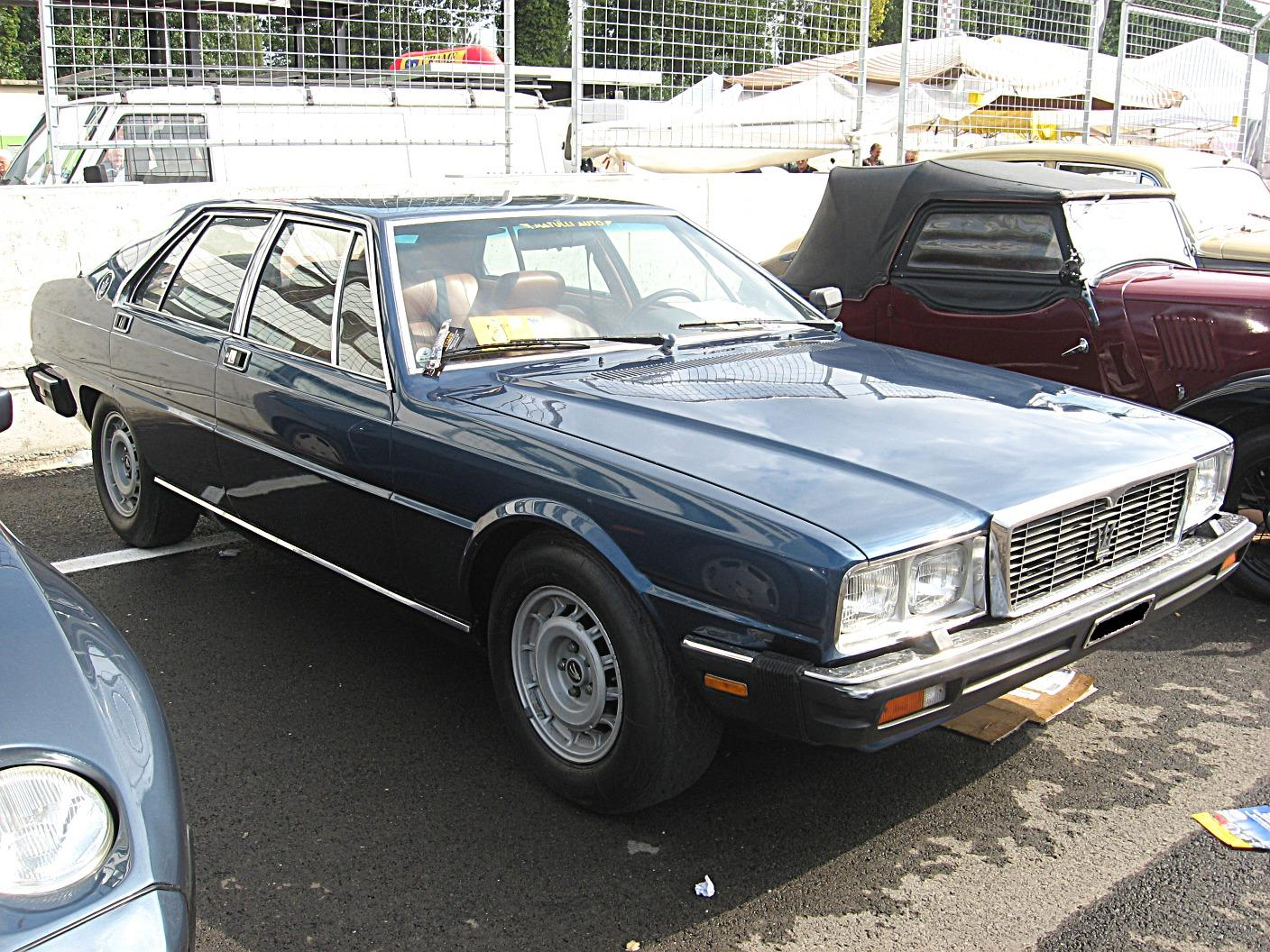
第三代

第三代由意大利设计-乔治亚罗公司所操刀设计，采用了4.8公升V8发动機，以及五速手动挡或者三速自动挡装备。其中手动挡是采埃孚的产品，而自动挡则是克莱斯勒的技术。
自推出至结束生产的十多年间，第三代共生产了达2200部。而大多数都是出口到北美洲，尤其是美国。

## 第四代（1994-2001）

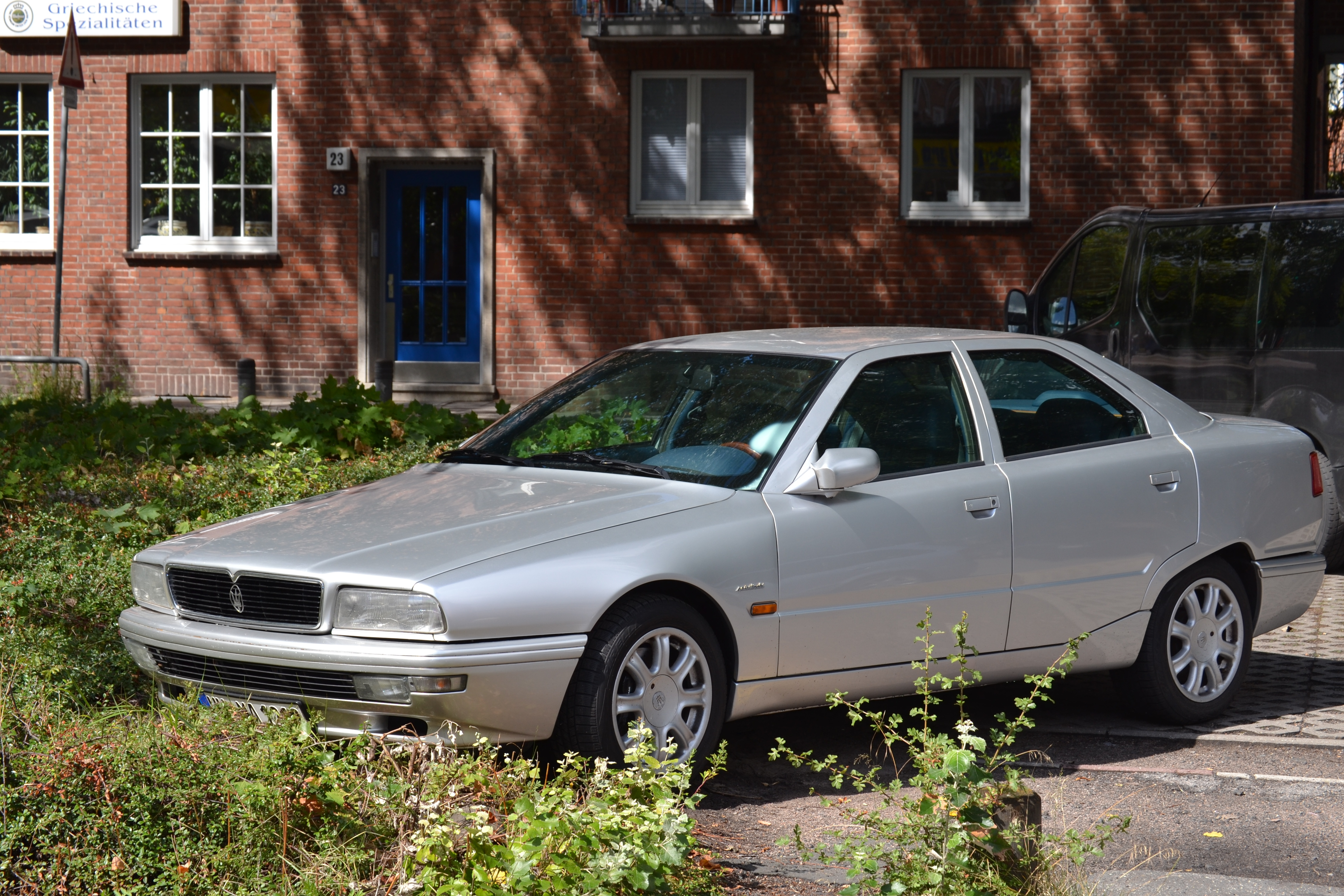
第四代。

1990年代起推出第四代系列，由馬塞羅·甘迪尼操刀设计。
第四代是於1994年于都灵汽车展览中亮相，採用了双涡轮发动机，且有六速手动挡或者四速自动挡装备。而车身则倾向于紧湊型车系。其中手动挡是采用德国格特拉克的技术；而自动挡系统则是德国采埃孚之出品。汽油容积方面，但海外版本稍大，约有2.8公升；意大利本土版本则只有2公升。
自1994年推出到2001年结束生产，第四代共产出2400部。

## 第五代（2003-2012）
于2003年法兰克福车展上正式亮相第五代。

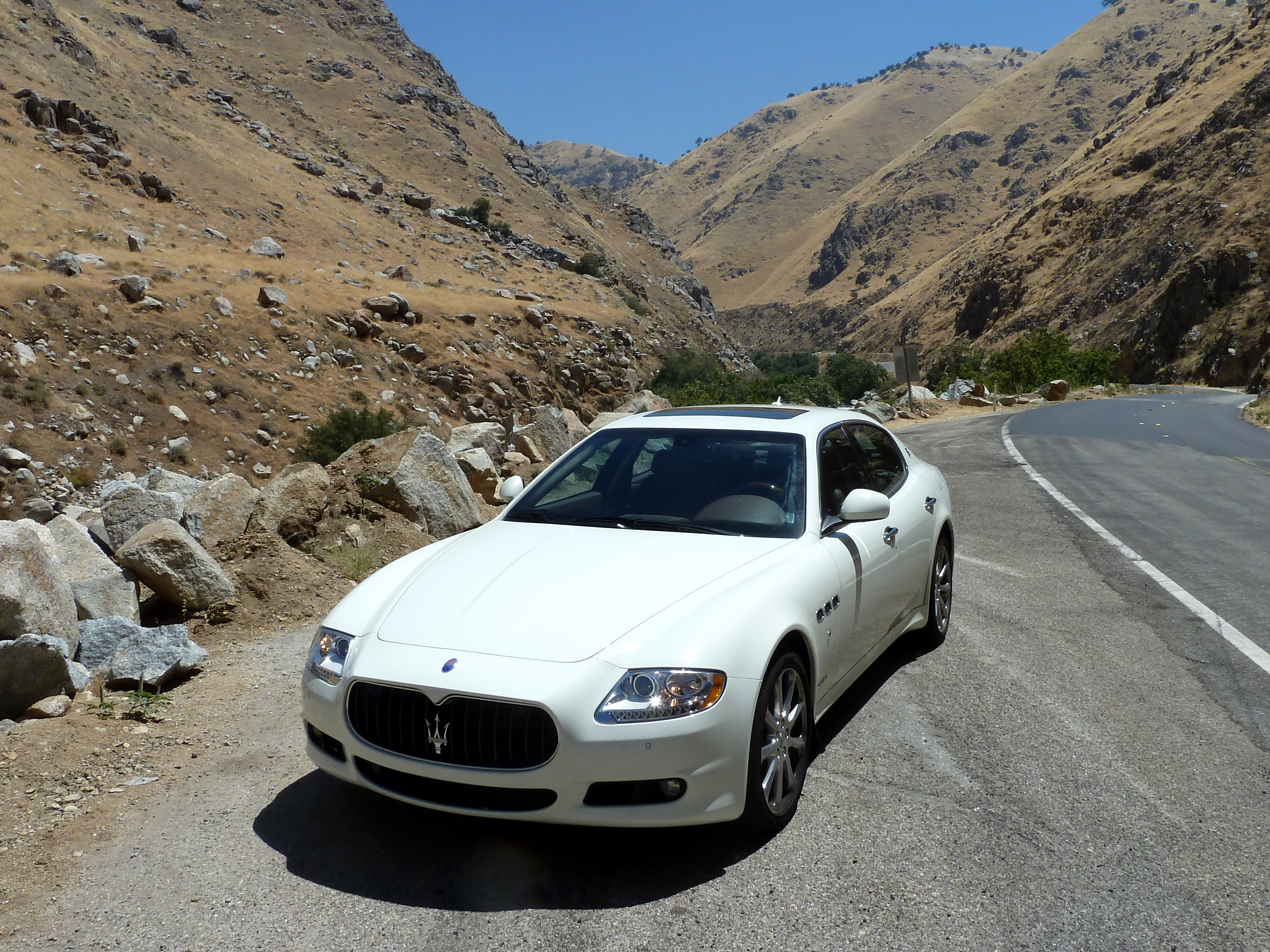
第五代

第五代是由宾尼法利纳负责设计。新车型最大卖点在于采用了法拉利发动机，同时全部自动挡装备，由采埃孚出品。
第五代的产量为总裁系列中最多，达25000辆。除了原本的北美市场之外，更加破天荒打入中国市场。

## 第六代（M156）

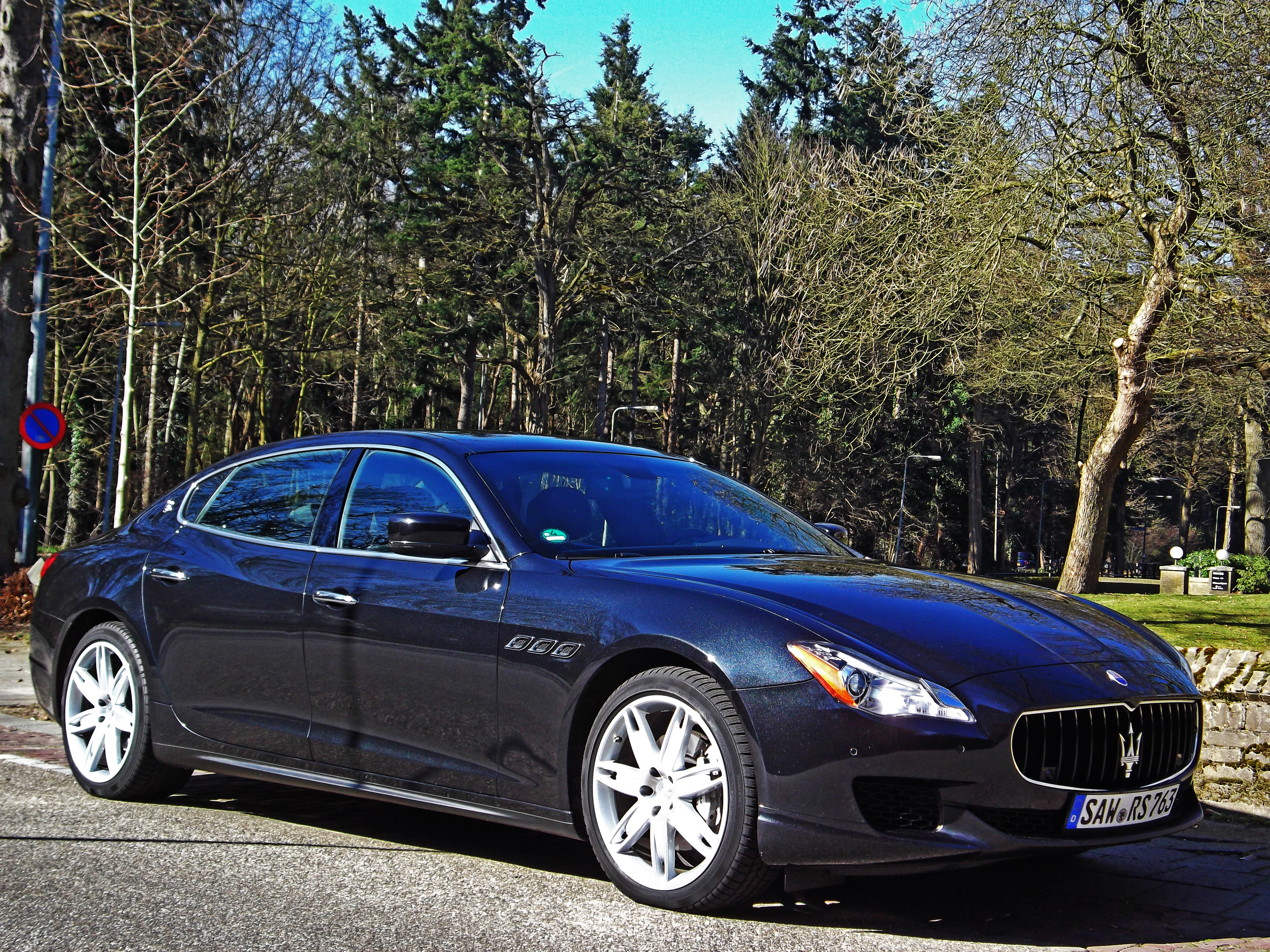
第六代玛莎拉蒂Quattroporte

第六代玛莎拉蒂Quattroporte于2013年1月在北美美车展中登场，但2012年11月已经正式投产。
第六代玛莎拉蒂Quattroporte轴距达3,171 mm（124.8英寸），是历代总裁中最大的，採用3.0 L双涡轮法拉利F160 V6引擎，以及3.8 L双涡轮法拉利F154 A V8引擎。同时配备8速采埃孚8HP70自动挡。
所有第六代車型都是于都灵的工厂生产。